# Informe Davignon
L'informe Davignon, publicat el 27 d'octubre de 1970, tractava sobre el futur de la política exterior dels Estats membres de la Comunitat Econòmica Europea. Va ser redactat per un consell presidit per Étienne Davignon del Ministeri belga d'Afers Estrangers. El comitè va ser nomenat pel Consell de les Comunitats Europees per fer propostes sobre la cooperació política entre els estats membres. Es va recomanar que els estats membres havien de tractar de parlar amb una sola veu sobre els problemes internacionals, una proposta que va ser aprovada pels sis governs membres. Es va donar per primera vegada a la Cooperació Política Europea, i més tard, l'any 1992 a la Política Exterior i de Seguretat Comuna.